# Torneo de Dubái 2025
El Dubái Tennis Championships 2025 fue un evento profesional de tenis perteneciente al ATP en la categoría ATP Tour 500 y en la WTA a los WTA 1000. Se disputó del 16 al 22 de febrero para las mujeres y del 24 de febrero al 1 de marzo para los hombres, en Dubái, (Emiratos Árabes Unidos).

## Distribución de puntos
| Categoria            | G   | F   | SF  | CF  | R16 | R32 | C  | C2 | C1 |
| Individual masculino | 500 | 330 | 200 | 100 | 50  | 0   | 25 | 13 | 0  |
| Dobles masculino     | 500 | 300 | 180 | 90  | –   | –   | 45 | 25 | 0  |

| Modalidad           | G    | F   | SF  | CF  | R16 | R32 | R64 | C  | C2 | C1 |
| Individual femenino | 1000 | 650 | 390 | 215 | 120 | 65  | 10  | 30 | 20 | 1  |
| Dobles femenino     | 1000 | 650 | 390 | 215 | 120 | 1   | —   | —  | —  | —  |

## Cabezas de serie

### Individuales masculino
| Tenista            | Ranking | Preclasificado |
| Daniil Medvédev    | 6       | 1              |
| Álex de Miñaur     | 8       | 2              |
| Andrey Rublev      | 10      | 3              |
| Stefanos Tsitsipas | 11      | 4              |
| Ugo Humbert        | 14      | 5              |
| Grigor Dimitrov    | 15      | 6              |
| Jack Draper        | 16      | 7              |
| Arthur Fils        | 19      | 8              |

- Ranking del 17 de febrero de 2025.[3]

### Dobles masculino
| Tenista                         | Ranking | Preclasificado |
| Marcelo Arévalo Mate Pavić      | 2       | 1              |
| Harri Heliövaara Henry Patten   | 7       | 2              |
| Kevin Krawietz Tim Puetz        | 11      | 3              |
| Simone Bolelli Andrea Vavassori | 15      | 4              |

### Individuales femeninos
| Tenista             | Ranking | Preclasificada |
| Aryna Sabalenka     | 1       | 1              |
| Iga Świątek         | 2       | 2              |
| Coco Gauff          | 3       | 3              |
| Jasmine Paolini     | 4       | 4              |
| Jessica Pegula      | 5       | 5              |
| Elena Rybakina      | 7       | 6              |
| Qinwen Zheng        | 8       | 7              |
| Emma Navarro        | 9       | 8              |
| Paula Badosa        | 10      | 9              |
| Daria Kasatkina     | 11      | 10             |
| Diana Shnaider      | 12      | 11             |
| Mirra Andreeva      | 13      | 12             |
| Beatriz Haddad Maia | 14      | 13             |
| Karolína Muchová    | 15      | 14             |
| Donna Vekić         | 16      | 15             |
| Yulia Putintseva    | 17      | 16             |

- Ranking del 10 de febrero de 2025.[4]

### Dobles femeninos
| Tenista                             | Ranking | Preclasificada |
| Kateřina Siniaková Taylor Townsend  | 4       | 1              |
| Gabriela Dabrowski Erin Routliffe   | 6       | 2              |
| Su-wei Hsieh Jeļena Ostapenko       | 13      | 3              |
| Sara Errani Jasmine Paolini         | 21      | 4              |
| Elise Mertens Ellen Perez           | 30      | 5              |
| Hao-ching Chan Veronika Kudermetova | 31      | 6              |
| Sofia Kenin Lyudmyla Kichenok       | 33      | 7              |
| Anna Danilina Irina Khromacheva     | 36      | 8              |

## Campeones

### Individual masculino
Stefanos Tsitsipas venció a  Félix Auger-Aliassime por 6-3, 6-3

### Individual femenino
Mirra Andreeva venció a  Clara Tauson por 7-6(7-1), 6-1

### Dobles masculino
Yuki Bhambri /  Alexei Popyrin vencieron a  Harri Heliövaara /  Henry Patten por 3-6, 7-6(14-12), [10-8]

### Dobles femenino
Kateřina Siniaková /  Taylor Townsend vencieron a  Su-Wei Hsieh /  Jelena Ostapenko por 7-6(7-5), 6-4